# عميد الإمام
عميد الإمام (1925-1983) صحفي وأديب فلسطيني، وُلِدَ في مدينة يافا وأنهى دراسته فيها والتحق بالجامعة الأمريكية في بيروت ودرس الآداب والعلوم السياسية. وعمل محرراً في مجلة روز اليوسف بعد نكبة 1948.شارك في تأسيس صحيفة الجمهورية. توفي بالقاهرة عام 1983.

## سيرته
كان عميد يحب الصحافة وكتب بشكل دوري في العديد من الصحف الفلسطينية كفلسطين، والدفاع، والشعب، والإتحاد. وسافر إلى مصر عام 1946 وأصدر مجلة الوحدة العربية ليدافع عن فلسطين وأهلها من هناك حتى لا توقف حكومة الإحتلال البريطاني جريدته، إلا أن الحكومة المصرية الملكية لم تحتمل مقالاته السياسية فقامت بإيقاف صحيفته ليعود مرة أخرى الى فلسطين. وحين قامت ثورة الضباط الأحرار عام 1952 شارك في تأسيس صحيفة الجمهورية وكان محرراً فيها.
مُنِحَ اسمه وسام القدس للثقافة والفنون عام 1990.

## أعماله
لعميد عدة أعمال أدبية منها:
1. الصلح مع إسرائيل.
2. الإفريقي.
3. إسرائيل الدولة الفاشستية.
4. هل باريس تحترق (ترجمة).
5. قديسات وغانيات.